# Аустрија на Европском првенству у атлетици у дворани 2013.
Аустрија је учествовала на 32. Европском првенству у дворани 2013 одржаном у Гетеборгу, Шведска, од 28. фебруара до 3. марта. Ово је било тридесетпрво Европско првенство у атлетици у дворани од његовог оснивања 1970. године на којем је Аустрија учествовала. Пропустила је само 1977. Репрезентацију Аустрије представљало је 5 мушких спортиста, који су се такмичили у 4 дисциплине.
На овом првенству Аустрија није освојила ниједну медаљу, а оборен је један лични рекорд.

## Учесници
| Бр. | Дисциплина   | Мушкарци                          | Жене | Укупно |
| --- | ------------ | --------------------------------- | ---- | ------ |
| 1   | 800 м        | Андреас Репац Николаус Францмајер |      | 2      |
| 2   | 1.500 м      | Андреас Војта                     |      | 1      |
| 3   | Бацање кугле | Лукас Вајсхајдингер               |      | 1      |
| 4   | Седмобој     | Доминик Дистелбергер              |      | 1      |
|     | Укупно (4)   | 5                                 | 0    | 5      |

## Резултати

### Мушкарци
| Атлетичар           | Дисциплина   | Лични рекорд | Квалификације | Квалификације | Полуфинале            | Полуфинале            | Финале                | Финале     | Детаљи |
| Атлетичар           | Дисциплина   | Лични рекорд | Резултат      | Место         | Резултат              | Место                 | Резултат              | Место      | Детаљи |
| ------------------- | ------------ | ------------ | ------------- | ------------- | --------------------- | --------------------- | --------------------- | ---------- | ------ |
| Андреас Репац       | 800 м        | 1:46,65 НР   | 1:50,11       | 4. у гр 1     | Нису се квалификовали | Нису се квалификовали | Нису се квалификовали | 14/26 (28) |        |
| Николаус Францмајер | 800 м        | 1:48,53      | 1:51,10       | 5. у гр 5     | Нису се квалификовали | Нису се квалификовали | Нису се квалификовали | 17/26 (28) |        |
| Андреас Војта       | 1.500 м      | 3:38,99      | 3:45,54       | 1. у гр 4 КВ  |                       |                       | Није се квалификовао  | 14 /24     |        |
| Лукас Вајсхајдингер | бацање кугле | 19,32        | 18,38         | 20.           | Није се квалификовао  | 20/24                 |                       |            |        |

седмобој
| Дисциплина   | Доминик Дистелбергер | Доминик Дистелбергер | Доминик Дистелбергер | Доминик Дистелбергер | Доминик Дистелбергер | Доминик Дистелбергер |
| Дисциплина   | Лич. рек.            | Рез.                 | Бод.                 | Плас.                | Укупно бод.          | Пласман              |
| ------------ | -------------------- | -------------------- | -------------------- | -------------------- | -------------------- | -------------------- |
| 60 м         | 6,84                 | 6,86                 | 933                  | 2.                   |                      |                      |
| Скок удаљ    | 7,52                 | 7,48                 | 930                  | 7.                   | 1.863                | 3.                   |
| Бацање кугле | 12,88                | 12,88 =ЛР            | 660                  | 14.                  | 2.523                | 8.                   |
| Скок увис    | 2,00                 | 1,90                 | 714                  | 11.                  | 3.237                | 10.                  |
| 60 препоне   | 7,87                 | 8,03                 | 974                  | 5.                   | 4.211                | 9.                   |
| Скок мотком  | 4,93                 | 4,80                 | 849                  | 5.                   | 5.060                | 9.                   |
| 1.000 м      | 2:41,01              | 3:10,74              | 563                  | 13.                  |                      |                      |
| Укупно       | 5.951                | -                    |                      |                      | 5.623                | 11 / 13 (15)         |